# Камерунско-российские отношения

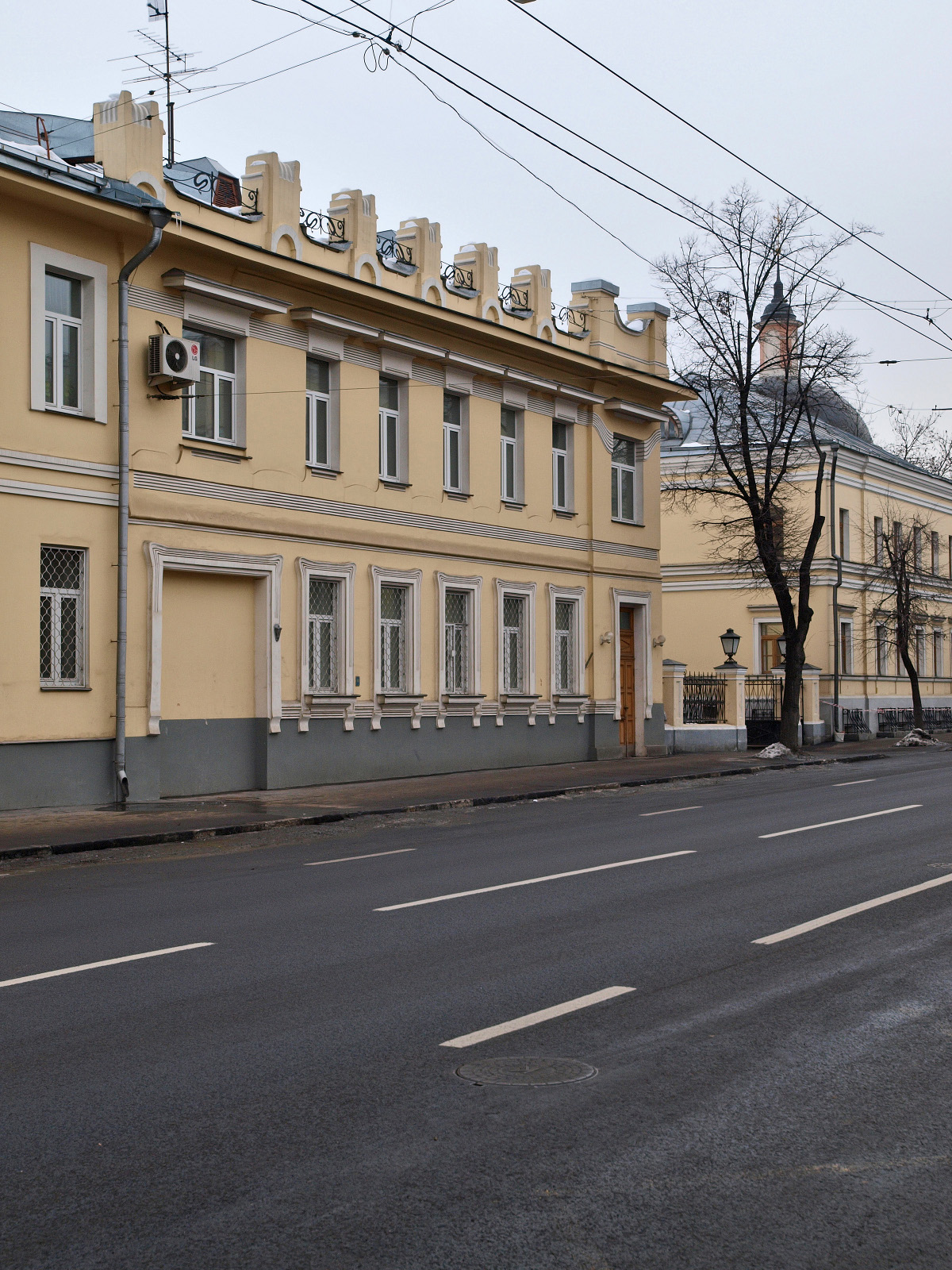
Посольство Камеруна в Москве (Улица Большая Ордынка, № 35)

Камерунско-российские отношения — дипломатические отношения между Камеруном и Россией.

## История
Дипломатические отношения между СССР и Камеруном были установлены 20 февраля 1964 года. Договорную базу российско-камерунских отношений составляют соглашения о торговле (24 октября 1962), культурном сотрудничестве (22 марта 1963), экономическом и техническом сотрудничестве (12 апреля 1963), воздушном сообщении (11.11.1979), о сотрудничестве в области телевидения (май 1984), протокол о взаимном признании эквивалентности документов об образовании и ученых степеней (14 апреля 1964).

## Посольства
У России есть посольство в Яунде, а Камерун имеет посольство в Москве.